# Chymotrypsin
Chymotrypsin (EC 3.4.21.1, chymotrypsins A và B, alpha-chymar ophth, avazyme, chymar, chymotest, enzeon, quimar, quimotrase, alpha-chymar, alpha-chymotrypsin A, alpha-chymotrypsin) là một enzyme tiêu hóa thành phần của dịch tụy đổ vào trong tá tràng, nơi nó thực hiện phân giải protein. Chymotrypsin ưu tiên cắt các liên kết peptide amide trong đó chuỗi bên của đầu nối amino acid C đến liên kết amit P1, là một amino acid kỵ nước có khối lượng phân tử lớn (tyrosine, tryptophan và phenylalanine). Các amino acid này chứa một vòng thơm trong chuỗi bên của chúng phù hợp với phần kỵ nước (vị trí S1) của enzyme. Nó được kích hoạt với sự có mặt của trypsin. Chymotrypsin cũng thủy phân các liên kết amide khác trong peptide với tốc độ chậm hơn, đặc biệt là những liên kết có chứa leucine và methionine ở vị trí P1.

## Kích hoạt
Chymotrypsin được tổng hợp trong tuyến tụy bằng quá trình sinh tổng hợp protein như một tiền chất gọi là chymotrypsinogen, enzyme bất hoạt. Trypsin kích hoạt chymotrypsinogen bằng cách cắt liên kết peptid ở các vị trí Arg15 - Ile16 và tạo ra π-chymotrypsin. Đổi lại, nhóm aminic (-NH3+) của dư lượng Ile16 tương tác với chuỗi bên của Glam194, tạo ra "lỗ oxyener" và "túi S1" kỵ nước. Chymotrypsin kích hoạt chính nó bằng cách phân cắt ở các vị trí 14-15, 146-147 và 148-149, tạo ra α-chymotrypsin (hoạt động mạnh và ổn định hơn so với π-chymotrypsin).  Phân tử thu được là phân tử chứa ba polypeptide liên kết với nhau thông qua liên kết disulfide.